# Leptodactylus albilabris
Leptodactylus albilabris és una espècie de granota que viu a Puerto Rico, les Illes Verges Britàniques i les Illes Verges Nord-americanes.